# Mukri
Mukri – wieś w Estonii, w prowincji Rapla, w gminie Kehtna.